# Jugan idol
Jugan idol (주간 아이돌?, letteralmente Idol della settimana; noto anche come Weekly Idol) è un varietà sudcoreano, trasmesso sulla rete MBC Every 1 dal 23 luglio 2011.
Il segmento principale del programma, Geumju-ui idol (금주의 아이돌?, Geumju-ui a-idolLR), presenta, a ogni episodio, un artista o gruppo musicale k-pop, ai quali viene chiesto di presentarsi, ballare e/o cimentarsi in alcuni giochi, il tutto condotto senza troppe formalità e con piglio ironico e scherzoso. Nel 2016 è stato introdotto un secondo segmento, Idol is mwondeul (아이돌is뭔들?, A-idol is mwondeulLR), che vede quattro idol sfidarsi tra di loro.
Nell'ultima settimana dell'anno vengono trasmessi i Jugan Idol Awards, in cui vengono assegnati dei premi a ospiti apparsi nel programma nel corso dell'anno appena trascorso.

## Conduttori
Il programma è presentato da Jeong Hyeong-don e Defconn; in alcune occasioni i due sono apparsi come ospiti e il programma è stato presentato da altri a rotazione.
In seguito alla pausa di Jeong Hyeong-don dalle trasmissioni televisive, dall'episodio 227 (2 dicembre 2015) al 271 (5 ottobre 2016) fu sostituito a staffetta da idol a lui vicini.
- Kim Sung-kyu degli Infinite (episodi 227-228)
- Kim Hee-chul dei Super Junior (episodi 229-230, 245-270, 275)
- Yoon Bo-mi delle Apink (episodi 231, 243-244)
- Sunny delle Girls' Generation (episodi 232-233)
- Leeteuk dei Super Junior (episodi 234-235)
- Jung Yong-hwa dei CNBLUE (episodi 236, 238)
- Andy Lee degli Shinhwa (episodio 237)
- Yoon Doo-joon dei Beast (episodi 239-240)
- K.Will (episodi 241-242)
- Hani delle EXID (episodio 245-270, 275)

## Episodi

### 2011
| Episodio | Data              | Ospite/i       | Note                                 |
| -------- | ----------------- | -------------- | ------------------------------------ |
| 1        | 23 luglio 2011    | —              |                                      |
| 2        | 30 luglio 2011    | —              |                                      |
| 3        | 6 agosto 2011     | —              |                                      |
| 4        | 13 agosto 2011    | Infinite       |                                      |
| 5        | 20 agosto 2011    | MBLAQ          |                                      |
| 6        | 27 agosto 2011    | ZE:A           |                                      |
| 7        | 3 settembre 2011  | —              | Speciale sui Beast                   |
| 8        | 10 settembre 2011 | Sistar         |                                      |
| 9        | 17 settembre 2011 | 4Minute        |                                      |
| 10       | 24 settembre 2011 | U-KISS         |                                      |
| 11       | 1º ottobre 2011   | G.NA           |                                      |
| 12       | 8 ottobre 2011    | CHI CHI        | Speciale sulle Kara                  |
| 13       | 15 ottobre 2011   | Rainbow        |                                      |
| 14       | 22 ottobre 2011   | —              | Speciale sulle Girls' Generation     |
| 15       | 29 ottobre 2011   | F.T. Island    |                                      |
| 16       | 5 novembre 2011   | —              | Speciale su Kim Hyun-joong           |
| 17       | 12 novembre 2011  | Orange Caramel |                                      |
| 18       | 19 novembre 2011  | Girl's Day     |                                      |
| 19       | 26 novembre 2011  | Secret         |                                      |
| 20       | 3 dicembre 2011   | Infinite, G.NA | Scene inedite degli episodi 4 e 11   |
| 21       | 10 dicembre 2011  | Rainbow, MBLAQ |                                      |
| 22       | 17 dicembre 2011  | Wonder Girls   |                                      |
| 23       | 24 dicembre 2011  | Infinite       |                                      |
| 24       | 31 dicembre 2011  | —              | Prima edizione dei Jugan Idol Awards |

### 2012
| Episodio | Data              | Ospite/i                                                    | Note                                                                                |
| -------- | ----------------- | ----------------------------------------------------------- | ----------------------------------------------------------------------------------- |
| 25       | 7 gennaio 2012    | Apink                                                       |                                                                                     |
| 26       | 14 gennaio 2012   | B1A4                                                        |                                                                                     |
| 27       | 21 gennaio 2012   | Boyfriend                                                   |                                                                                     |
| 28       | 28 gennaio 2012   | Dal Shabet                                                  |                                                                                     |
| 29       | 4 febbraio 2012   | T-ara                                                       |                                                                                     |
| 30       | 11 febbraio 2012  | MBLAQ                                                       |                                                                                     |
| 31       | 18 febbraio 2012  | Teen Top                                                    |                                                                                     |
| 32       | 25 febbraio 2012  | Teen Top                                                    | Ospite speciale: Andy Lee (Shinhwa)                                                 |
| 33       | 3 marzo 2012      | Jay Park                                                    |                                                                                     |
| 34       | 14 marzo 2012     | FT Island                                                   |                                                                                     |
| 35       | 21 marzo 2012     | Miss A                                                      |                                                                                     |
| 36       | 28 marzo 2012     | Miss A                                                      |                                                                                     |
| 37       | 4 aprile 2012     | Haha                                                        |                                                                                     |
| 38       | 11 aprile 2012    | Haha                                                        |                                                                                     |
| 39       | 18 aprile 2012    | 2AM                                                         |                                                                                     |
| 40       | 25 aprile 2012    | B1A4                                                        |                                                                                     |
| 41       | 2 maggio 2012     | SHINee                                                      |                                                                                     |
| 42       | 9 maggio 2012     | SHINee                                                      |                                                                                     |
| 43       | 16 maggio 2012    | 4Minute, BtoB                                               |                                                                                     |
| 44       | 23 maggio 2012    | Apink                                                       |                                                                                     |
| 45       | 30 maggio 2012    | Hyeong-don e Dae-joon                                       | Conduttori speciali: Haha, Sistar (Hyolyn, Soyou)                                   |
| 46       | 6 giugno 2012     | Nine Muses                                                  |                                                                                     |
| 47       | 13 giugno 2012    | Infinite                                                    |                                                                                     |
| 48       | 20 giugno 2012    | Infinite                                                    |                                                                                     |
| 49       | 27 giugno 2012    | Teen Top                                                    |                                                                                     |
| 50       | 4 luglio 2012     | G.NA                                                        |                                                                                     |
| 51       | 11 luglio 2012    | f(x)                                                        |                                                                                     |
| 52       | 18 luglio 2012    | After School                                                | Primo anniversario del programma                                                    |
| 53       | 25 luglio 2012    | After School                                                | Primo anniversario del programma                                                    |
| 54       | 1º agosto 2012    | Hello Venus, NU'EST                                         |                                                                                     |
| 55       | 8 agosto 2012     | Haha, Skull                                                 |                                                                                     |
| 56       | 15 agosto 2012    | Infinite                                                    |                                                                                     |
| 57       | 22 agosto 2012    | B.A.P                                                       |                                                                                     |
| 58       | 29 agosto 2012    | Beast                                                       |                                                                                     |
| 59       | 5 settembre 2012  | Beast                                                       |                                                                                     |
| 60       | 12 settembre 2012 | Super Junior (Leeteuk, Eunhyuk, Kim Ryeo-wook, Jo Kyu-hyun) |                                                                                     |
| 61       | 19 settembre 2012 | Super Junior (Leeteuk, Eunhyuk, Kim Ryeo-wook, Jo Kyu-hyun) |                                                                                     |
| 62       | 26 settembre 2012 | Secret                                                      |                                                                                     |
| 63       | 3 ottobre 2012    | Secret                                                      |                                                                                     |
| 64       | 10 ottobre 2012   | Tasty, Hyeong-don e Dae-joon                                | Conduttori speciali: Infinite (Kim Sung-kyu, Hoya)                                  |
| 65       | 17 ottobre 2012   | ZE:A                                                        |                                                                                     |
| 66       | 24 ottobre 2012   | BtoB                                                        |                                                                                     |
| 67       | 31 ottobre 2012   | Orange Caramel                                              |                                                                                     |
| 68       | 7 novembre 2012   | Spica, Fiestar                                              |                                                                                     |
| 69       | 14 novembre 2012  | Miss A                                                      |                                                                                     |
| 70       | 21 novembre 2012  | Miss A                                                      |                                                                                     |
| 71       | 28 novembre 2012  | Block B                                                     |                                                                                     |
| 72       | 5 dicembre 2012   | Jewelry                                                     | Conduttore speciale: Jung Il-hoon (BtoB)                                            |
| 73       | 12 dicembre 2012  | B1A4                                                        | Ospite speciale: Jang Hyuk-jin (100%)                                               |
| 74       | 19 dicembre 2012  | Girl's Day                                                  | Conduttore speciale: Jung Il-hoon (BtoB)                                            |
| 75       | 26 dicembre 2012  | Kim Sung-gyu (Infinite), Jung Il-hoon (BtoB)                | Seconda edizione dei Jugan Idol Awards Conduttrice speciale: Kwon So-hyun (4Minute) |

### 2013
| Episodio | Data              | Ospite/i                                                | Note                                                              |
| -------- | ----------------- | ------------------------------------------------------- | ----------------------------------------------------------------- |
| 76       | 2 gennaio 2013    | Ailee                                                   |                                                                   |
| 77       | 9 gennaio 2013    | Yang Yo-seob (Beast)                                    |                                                                   |
| 78       | 16 gennaio 2013   | Hello Venus                                             |                                                                   |
| 79       | 23 gennaio 2013   | Infinite H                                              |                                                                   |
| 80       | 30 gennaio 2013   | 2Yoon, Kwon So-hyun (4Minute)                           |                                                                   |
| 81       | 6 febbraio 2013   | Nine Muses                                              | Conduttore speciale: Jung Il-hoon (BtoB)                          |
| 82       | 13 febbraio 2013  | Dal Shabet                                              |                                                                   |
| 83       | 20 febbraio 2013  | Sistar19                                                |                                                                   |
| 84       | 27 febbraio 2013  | Huh Gak, Hyeong-don e Dae-joon                          | Conduttori speciali: Kwon So-hyun (4Minute), Jung Il-hoon (BtoB)  |
| 85       | 6 marzo 2013      | B.A.P                                                   | Ospite speciale: Kim Bo-hyung (Spica)                             |
| 86       | 13 marzo 2013     | Rainbow                                                 |                                                                   |
| 87       | 20 marzo 2013     | 4Minute                                                 | Conduttore speciale: Jung Il-hoon (BtoB)                          |
| 88       | 27 marzo 2013     | 4Minute                                                 | Conduttore speciale: Jung Il-hoon (BtoB)                          |
| 89       | 3 aprile 2013     | SHINee                                                  |                                                                   |
| 90       | 10 aprile 2013    | SHINee                                                  |                                                                   |
| 91       | 17 aprile 2013    | Speed (segmento speciale)                               | Conduttore speciale: Jung Il-hoon (BtoB)                          |
| 91       | 17 aprile 2013    | Teen Top                                                |                                                                   |
| 92       | 24 aprile 2013    | RaNia                                                   |                                                                   |
| 93       | 1º maggio 2013    | Infinite                                                |                                                                   |
| 94       | 8 maggio 2013     | Infinite                                                |                                                                   |
| 95       | 15 maggio 2013    | Secret                                                  |                                                                   |
| 96       | 22 maggio 2013    | 15&                                                     |                                                                   |
| 97       | 29 maggio 2013    | B1A4                                                    |                                                                   |
| 98       | 5 giugno 2013     | BtoB                                                    |                                                                   |
| 99       | 12 giugno 2013    | 100%                                                    |                                                                   |
| 100      | 19 giugno 2013    | Rainbow, Secret, 4Minute                                | Speciale per il 100º episodio                                     |
| 101      | 26 giugno 2013    | Rainbow, Secret, 4Minute                                |                                                                   |
| 102      | 3 luglio 2013     | MBLAQ                                                   |                                                                   |
| 103      | 10 luglio 2013    | EXO                                                     |                                                                   |
| 104      | 17 luglio 2013    | Apink                                                   |                                                                   |
| 105      | 24 luglio 2013    | Girl's Day                                              | Secondo anniversario del programma                                |
| 106      | 31 luglio 2013    | Jewelry                                                 |                                                                   |
| 107      | 7 agosto 2013     | Infinite                                                | Speciale estivo 1                                                 |
| 108      | 14 agosto 2013    | EXO                                                     | Speciale estivo 2                                                 |
| 109      | 21 agosto 2013    | Beast                                                   | Speciale estivo 3                                                 |
| 110      | 28 agosto 2013    | Beast                                                   | Speciale estivo 3                                                 |
| 111      | 4 settembre 2013  | B.A.P                                                   | Speciale estivo 4                                                 |
| 112      | 11 settembre 2013 | Tasty                                                   | Ospite speciale: Defconn Conduttrice speciale: Yoon Bo-mi (Apink) |
| 113      | 18 settembre 2013 | BtoB                                                    | Speciale per il chuseok                                           |
| 114      | 25 settembre 2013 | A-Jax, 2EYES                                            |                                                                   |
| 115      | 2 ottobre 2013    | Teen Top                                                |                                                                   |
| 116      | 9 ottobre 2013    | Henry (Super Junior-M)                                  | Ospite speciale: Jo Kyu-hyun (Super Junior)                       |
| 117      | 16 ottobre 2013   | Ladies' Code                                            |                                                                   |
| 118      | 23 ottobre 2013   | Block B                                                 |                                                                   |
| 119      | 30 ottobre 2013   | Spica                                                   |                                                                   |
| 120      | 6 novembre 2013   | IU                                                      |                                                                   |
| 121      | 13 novembre 2013  | IU                                                      |                                                                   |
| 122      | 20 novembre 2013  | K.Will                                                  |                                                                   |
| 123      | 27 novembre 2013  | Park Ji-yoon, Lim Kim                                   |                                                                   |
| 124      | 4 dicembre 2013   | G-Dragon                                                |                                                                   |
| 125      | 11 dicembre 2013  | G-Dragon                                                |                                                                   |
| 126      | 18 dicembre 2013  | Shin Bo-ra                                              |                                                                   |
| 127      | 25 dicembre 2013  | Yoon Bo-mi (Apink), Jung Il-hoon (BtoB), P.O. (Block B) | Terza edizione dei Jugan Idol Awards                              |

### 2014
| Episodio | Data              | Ospite/i | Note                                                                                               |
| -------- | ----------------- | --- | -------------------------------------------------------------------------------------------------- |
| 128      | 1º gennaio 2014   | Kim Hee-chul (Super Junior) | |
| 129      | 8 gennaio 2014    | Yong Jun-hyung (Beast) | |
| 130      | 15 gennaio 2014   | Secret | |
| 131      | 22 gennaio 2014   | AOA | |
| 132      | 29 gennaio 2014   | Rainbow Blaxx | |
| 133      | 5 febbraio 2014   | History | |
| 134      | 12 febbraio 2014  | Girl's Day | |
| 135      | 19 febbraio 2014  | B1A4 | |
| 136      | 26 febbraio 2014  | BtoB | |
| 137      | 5 marzo 2014      | B.A.P | |
| 138      | 12 marzo 2014     | Ga-in | |
| 139      | 19 marzo 2014     | CNBLUE | |
| 140      | 26 marzo 2014     | CNBLUE | |
| 141      | 2 aprile 2014     | 4Minute | |
| 142      | 9 aprile 2014     | Apink | |
| 143      | 16 aprile 2014    | Crayon Pop | |
| 144      | 30 aprile 2014    | BTS | |
| 145      | 7 maggio 2014     | BESTie, 100% | |
| 146      | 14 maggio 2014    | GOT7 | |
| 147      | 21 maggio 2014    | G.NA | Ospite speciale: Jung Il-hoon (BtoB)                                                               |
| 148      | 28 maggio 2014    | Jun Hyo-seong (Secret) | |
| 149      | 4 giugno 2014     | Park Ji-yeon (T-ara) | |
| 150      | 11 giugno 2014    | Wheesung | |
| 151      | 18 giugno 2014    | Beast | |
| 152      | 25 giugno 2014    | Infinite | Speciale per la decima apparizione degli Infinite                                                  |
| 153      | 2 luglio 2014     | Infinite | |
| 154      | 9 luglio 2014     | AOA | |
| 155      | 16 luglio 2014    | Jung Joon-young | |
| 156      | 23 luglio 2014    | GOT7, Apink (Yoon Bo-mi, Kim Nam-joo, Oh Ha-young), BtoB, Rainbow, Beast (Yoon Doo-joon, Yang Yo-seob, Song Dong-woon)                                                                                  | Terzo anniversario del programma                                                                   |
| 157      | 30 luglio 2014    | 4Minute, Hyomin (T-ara), Nine Muses (Moon Hyu-na, Euaerin, Son Sung-ah, Park Kyung-ri), Boyfriend, FT Island (Choi Jong-hoon, Lee Jae-jin, Song Seung-hyun), CNBLUE (Lee Jong-hyun, Kang Min-hyuk), AOA | Terzo anniversario del programma                                                                   |
| 158      | 6 agosto 2014     | HyunA (4Minute) | |
| 159      | 13 agosto 2014    | B1A4 | |
| 160      | 20 agosto 2014    | Big Byung Yook Sung-jae (BtoB), N (VIXX), Hyuk (VIXX), Jackson Wang (GOT7) | |
| 161      | 27 agosto 2014    | Tiny-G | |
| 162      | 3 settembre 2014  | Kara | |
| 163      | 10 settembre 2014 | Kara | |
| 164      | 17 settembre 2014 | NU'EST, Fiestar | |
| 165      | 24 settembre 2014 | T-ara | |
| 166      | 1º ottobre 2014   | Kim Jong-min (Koyte) | |
| 167      | 8 ottobre 2014    | Teen Top | |
| 168      | 15 ottobre 2014   | Red Velvet | |
| 169      | 22 ottobre 2014   | Winner | |
| 170      | 29 ottobre 2014   | VIXX | |
| 171      | 5 novembre 2014   | Orange Caramel | |
| 172      | 12 novembre 2014  | Song Ji-eun (Secret) | Ospite speciale: Jung Ha-na (Secret)                                                               |
| 173      | 19 novembre 2014  | AOA | |
| 174      | 26 novembre 2014  | Boyfriend | |
| 175      | 3 dicembre 2014   | Apink | |
| 176      | 10 dicembre 2014  | Kim Ian, Changjo (Teen Top) | Ospite speciale: Sweden Laundry                                                                    |
| 177      | 17 dicembre 2014  | GOT7 | |
| 178      | 24 dicembre 2014  | EXID | |
| 179      | 31 dicembre 2014  | Big Byung Yook Sung-jae (BtoB), N (VIXX), Hyuk (VIXX), Jackson Wang (Got7) | Quarta edizione dei Jugan Idol Awards Conduttori speciali: Yoon Bo-mi (Apink), Jung Il-hoon (BtoB) |

### 2015
| Episodio | Data              | Ospite/i | Note                                                                           |
| -------- | ----------------- | --- | ------------------------------------------------------------------------------ |
| 180      | 7 gennaio 2015    | Hong Jin-young |                                                                                |
| 181      | 14 gennaio 2015   | Boys Republic |                                                                                |
| 182      | 21 gennaio 2015   | Junggigo, Mad Clown, Jooyoung |                                                                                |
| 183      | 28 gennaio 2015   | Lizzy (Orange Caramel) | Ospite speciale: Seo Eun-kwang (BtoB)                                          |
| 184      | 4 febbraio 2015   | Nine Muses |                                                                                |
| 185      | 11 febbraio 2015  | 4Minute |                                                                                |
| 186      | 18 febbraio 2015  | Jung Yong-hwa (CNBLUE) |                                                                                |
| 187      | 25 febbraio 2015  | Big Byung: Yook Sung-jae (BtoB), Hyuk (VIXX), Jackson Wang (GOT7) Chamsonyeo: G.NA, Kwon So-hyun (4Minute), Heo Young-ji (Kara)                         |                                                                                |
| 188      | 4 marzo 2015      | Niel (Teen Top) | Ospiti speciali: Teen Top (C.A.P, L.Joe, Ricky)                                |
| 189      | 11 marzo 2015     | Rainbow |                                                                                |
| 190      | 18 marzo 2015     | Lovelyz |                                                                                |
| 191      | 25 marzo 2015     | Boyfriend |                                                                                |
| 192      | 1 aprile 2015     | Apink |                                                                                |
| 193      | 8 aprile 2015     | Apink |                                                                                |
| 194      | 15 aprile 2015    | Berry Good, GFriend |                                                                                |
| 195      | 22 aprile 2015    | K.Will |                                                                                |
| 196      | 29 aprile 2015    | FT Island |                                                                                |
| 197      | 6 maggio 2015     | EXID |                                                                                |
| 198      | 13 maggio 2015    | CLC |                                                                                |
| 199      | 20 maggio 2015    | Kim Sung-kyu (Infinite) |                                                                                |
| 200      | 27 maggio 2015    | Secret (Jung Ha-na, Song Ji-eun), Sistar (Yoon Bo-ra, Soyou), AOA (Shin Ji-min, Park Cho-a), Sonamoo, Monsta X, N.Flying (Lee Seung-hyub, Kim Jae-hyun) | Speciale per il 200º episodio                                                  |
| 201      | 3 giugno 2015     | Secret (Jung Ha-na, Song Ji-eun), Sistar (Yoon Bo-ra, Soyou), AOA (Shin Ji-min, Park Cho-a), Sonamoo, Monsta X, N.Flying (Lee Seung-hyub, Kim Jae-hyun) | Speciale per il 200º episodio                                                  |
| 202      | 10 giugno 2015    | Kara |                                                                                |
| 203      | 17 giugno 2015    | UNIQ (prima metà), BTS (ospiti principali) |                                                                                |
| 204      | 24 giugno 2015    | AOA |                                                                                |
| 205      | 1 luglio 2015     | Teen Top |                                                                                |
| 206      | 8 luglio 2015     | BtoB |                                                                                |
| 207      | 15 luglio 2015    | Infinite | Speciale estivo 1                                                              |
| 208      | 22 luglio 2015    | Apink | Speciale estivo 2                                                              |
| 209      | 29 luglio 2015    | Beast | Speciale estivo 3                                                              |
| 210      | 5 agosto 2015     | Girl's Day | Speciale estivo 4                                                              |
| 211      | 12 agosto 2015    | Wonder Girls | Speciale estivo 5                                                              |
| 212      | 19 agosto 2015    | Girls' Generation | Speciale estivo 6                                                              |
| 213      | 26 agosto 2015    | Girls' Generation | Speciale estivo 6                                                              |
| 214      | 2 settembre 2015  | Mamamoo |                                                                                |
| 215      | 9 settembre 2015  | April | Speciale nuovi gruppi 1 Ospiti speciali: Rainbow (Seungah, Kim Ji-sook)        |
| 216      | 16 settembre 2015 | Monsta X | Speciale nuovi gruppi 2                                                        |
| 217      | 23 settembre 2015 | Red Velvet | Speciale nuovi gruppi 3                                                        |
| 218      | 30 settembre 2015 | CNBLUE |                                                                                |
| 219      | 7 ottobre 2015    | Lovelyz |                                                                                |
| 220      | 14 ottobre 2015   | GOT7 |                                                                                |
| 221      | 21 ottobre 2015   | GFriend |                                                                                |
| 222      | 28 ottobre 2015   | Seventeen |                                                                                |
| 223      | 4 novembre 2015   | Oh My Girl |                                                                                |
| 224      | 11 novembre 2015  | Brown Eyed Girls |                                                                                |
| 225      | 18 novembre 2015  | N.Flying |                                                                                |
| 226      | 25 novembre 2015  | EXID |                                                                                |
| 227      | 2 dicembre 2015   | VIXX | Conduttore speciale: Kim Sung-kyu (Infinite)                                   |
| 228      | 9 dicembre 2015   | Twice | Conduttore speciale: Kim Sung-kyu (Infinite)                                   |
| 229      | 16 dicembre 2015  | BTS | Conduttore speciale: Kim Hee-chul (Super Junior)                               |
| 230      | 23 dicembre 2015  | Lovelyz (Seo Ji-soo, Kei, Ryu Su-jeong), GFriend (Yerin, Yuju, SinB), Twice (Im Na-yeon, Kim Da-hyun, Tzuyu)                                            | Speciale natalizio Conduttore speciale: Kim Hee-chul (Super Junior)            |
| 231      | 30 dicembre 2015  | Oh Ha-young (Apink), N (VIXX), Kwon Min-a (AOA) | Quinta edizione dei Jugan Idol Awards Conduttrice speciale: Yoon Bo-mi (Apink) |

### 2016
| Episodio | Data              | Ospite/i                                                                              | Note                                                                                           |
| -------- | ----------------- | ------------------------------------------------------------------------------------- | ---------------------------------------------------------------------------------------------- |
| 232      | 6 gennaio 2016    | Lovelyz                                                                               | Conduttrice speciale: Sunny (Girls' Generation)                                                |
| 233      | 13 gennaio 2016   | UP10TION                                                                              | Conduttrice speciale: Sunny (Girls' Generation)                                                |
| 234      | 20 gennaio 2016   | Dal Shabet                                                                            | Conduttore speciale: Leeteuk (Super Junior)                                                    |
| 235      | 27 gennaio 2016   | Tahiti, The Legend                                                                    | Conduttore speciale: Leeteuk (Super Junior)                                                    |
| 236      | 3 febbraio 2016   | GFriend                                                                               | Speciale nuovo anno lunare Conduttore speciale: Jung Yong-hwa (CNBLUE)                         |
| 237      | 10 febbraio 2016  | Shin Hye-sung (Shinhwa)                                                               | Conduttore speciale: Andy Lee (Shinhwa)                                                        |
| 238      | 17 febbraio 2016  | Noel                                                                                  | Conduttore speciale: Jung Yong-hwa (CNBLUE)                                                    |
| 239      | 24 febbraio 2016  | AOA Cream                                                                             | Conduttore speciale: Yoon Doo-joon (Beast)                                                     |
| 240      | 2 marzo 2016      | Mamamoo                                                                               | Conduttore speciale: Yoon Doo-joon (Beast)                                                     |
| 241      | 9 marzo 2016      | Fiestar                                                                               | Conduttore speciale: K.Will                                                                    |
| 242      | 16 marzo 2016     | Red Velvet                                                                            | Conduttore speciale: K.Will                                                                    |
| 243      | 23 marzo 2016     | Cosmic Girls                                                                          | Conduttrice speciale: Yoon Bo-mi (Apink)                                                       |
| 244      | 30 marzo 2016     | Block B                                                                               | Conduttrice speciale: Yoon Bo-mi (Apink)                                                       |
| 245      | 6 aprile 2016     | Yong Jun-hyung (Beast), Yoon Bo-ra (Sistar), Heo Sol-ji (EXID), Jackson Wang (GOT7)   | Prima apparizione di Kim Hee-chul (Super Junior) e Hani (EXID) come conduttori fissi           |
| 246      | 13 aprile 2016    | Laboum                                                                                | Lancio del secondo segmento Idol is mwondeul                                                   |
| 247      | 20 aprile 2016    | J.Y. Park                                                                             |                                                                                                |
| 248      | 27 aprile 2016    | J.Y. Park                                                                             |                                                                                                |
| 249      | 4 maggio 2016     | Twice                                                                                 |                                                                                                |
| 250      | 11 maggio 2016    | Lovelyz                                                                               |                                                                                                |
| 251      | 18 maggio 2016    | AOA                                                                                   |                                                                                                |
| 252      | 25 maggio 2016    | Lee Hi                                                                                |                                                                                                |
| 253      | 1 giugno 2016     | AKMU                                                                                  |                                                                                                |
| 254      | 8 giugno 2016     | EXID                                                                                  |                                                                                                |
| 255      | 15 giugno 2016    | DIA                                                                                   |                                                                                                |
| 256      | 22 giugno 2016    | 4TEN, Astro, KNK                                                                      |                                                                                                |
| 257      | 29 giugno 2016    | Beast                                                                                 |                                                                                                |
| 258      | 6 luglio 2016     | Beast                                                                                 |                                                                                                |
| 259      | 13 luglio 2016    | GFriend, Gugudan                                                                      |                                                                                                |
| 260      | 20 luglio 2016    | Kim Sung-kyu (Infinite), Yoon Bo-mi (Apink), Jung Il-hoon (BtoB), Jackson Wang (GOT7) | Quinto anniversario del programma                                                              |
| 261      | 27 luglio 2016    | BtoB, GOT7, GFriend, Twice                                                            |                                                                                                |
| 262      | 3 agosto 2016     | BtoB, GOT7, GFriend, Twice                                                            |                                                                                                |
| 263      | 10 agosto 2016    | Oh My Girl                                                                            | Punizione dei GOT7                                                                             |
| 264      | 17 agosto 2016    | SinB (GFriend), Jackson Wang (GOT7), Kim Da-hyun (Twice), Lee Joo-heon (Monsta X)     | Speciale Idol is mwondeul                                                                      |
| 265      | 24 agosto 2016    | NCT 127                                                                               |                                                                                                |
| 266      | 31 agosto 2016    | I.O.I                                                                                 |                                                                                                |
| 267      | 7 settembre 2016  | Red Velvet                                                                            |                                                                                                |
| 268      | 14 settembre 2016 | —                                                                                     | Speciale per il chuseok                                                                        |
| 269      | 21 settembre 2016 | Infinite                                                                              |                                                                                                |
| 270      | 28 settembre 2016 | GOT7                                                                                  | Ultima apparizione di Kim Hee-chul e Hani come conduttori fissi                                |
| 271      | 5 ottobre 2016    | Apink                                                                                 | Ritorno di Jeong Hyeong-don come conduttore                                                    |
| 272      | 12 ottobre 2016   | Shinee                                                                                |                                                                                                |
| 273      | 19 ottobre 2016   | Dal Shabet, DIA                                                                       |                                                                                                |
| 274      | 26 ottobre 2016   | Twice                                                                                 |                                                                                                |
| 275      | 2 novembre 2016   | —                                                                                     | Messa in onda di scene inedite                                                                 |
| 276      | 9 novembre 2016   | BtoB                                                                                  |                                                                                                |
| 277      | 16 novembre 2016  | Black Pink                                                                            |                                                                                                |
| 278      | 23 novembre 2016  | Jo Kyu-hyun (Super Junior)                                                            |                                                                                                |
| 279      | 30 novembre 2016  | Astro                                                                                 |                                                                                                |
| 280      | 7 dicembre 2016   | Sechs Kies                                                                            |                                                                                                |
| 281      | 14 dicembre 2016  | Sechs Kies                                                                            |                                                                                                |
| 282      | 21 dicembre 2016  | Lee Jin-ah, Jung Seung-hwan, Kwon Jin-ah, Sam Kim                                     | Speciale natalizio Ospite speciale: You Hee-yeol                                               |
| 283      | 28 dicembre 2016  | Jackson Wang (GOT7), Lee Joo-heon (Monsta X), Yong Jun-hyung (Highlight)              | Sesta edizione dei Jugan Idol Awards Conduttrici speciali: Lee Da-hyun (Twice), SinB (GFriend) |

### 2017
| Episodio | Data             | Ospite/i                   | Note |
| -------- | ---------------- | -------------------------- | --- |
| 284      | 4 gennaio 2017   | Big Bang                   | |
| 285      | 11 gennaio 2017  | Big Bang                   | |
| 286      | 18 gennaio 2017  | Shinhwa                    | |
| 287      | 25 gennaio 2017  | Shinhwa                    | |
| 288      | 1 febbraio 2017  | Pentagon, Victon, Momoland | Speciale nuovi gruppi |
| 289      | 8 febbraio 2017  | NCT 127                    | Scene extra dei Big Bang |
| 290      | 15 febbraio 2017 | Bolbbalgan4                | |
| 291      | 22 febbraio 2017 | Cosmic Girls               | |
| 292      | 1 marzo 2017     | Lovelyz                    | |
| 293      | 8 marzo 2017     | GFriend                    | |
| 294      | 15 marzo 2017    | GOT7                       | |
| 295      | 22 marzo 2017    | Highlight                  | |
| 296      | 29 marzo 2017    | Highlight                  | Ospiti speciali: KNK |
| 297      | 5 aprile 2017    | Monsta X                   | |
| 298      | 12 aprile 2017   | Oh My Girl                 | |
| 299      | 19 aprile 2017   | EXID                       | |
| 300      | 26 aprile 2017   | Hyeong-don e Dae-joon      | Speciale per il 300º episodio Conduttori speciali: Kim Hee-chul (Super Junior), SinB (GFriend), Hani (EXID), Jung Il-hoon (BtoB) |
| 301      | 3 maggio 2017    | Winner                     | |
| 302      | 10 maggio 2017   | Cross Gene, SF9            | |
| 303      | 17 maggio 2017   | Twice                      | |
| 304      | 24 maggio 2017   | Twice                      | |
| 305      | 31 maggio 2017   | Triple H                   | |
| 306      | 7 giugno 2017    | iKON                       | |
| 307      | 14 giugno 2017   | Astro                      | |